# 대구달산초등학교
대구달산초등학교는 대한민국 대구광역시 북구에 있는 초등학교이다.

## 역사
- 1983-12-08 대구달산국민학교 설립 인가
- 1984-03-01 대구달산국민학교 개교(대구달성초등학교에서 분리)
- 1984-06-05 신축교사로 이전(개교기념일)
- 1990-10-24 환경보전 시범학교 운영
- 1996-03-01 대구달산초등학교 교명 변경
- 2002-02-15 기초학력 책임지도 시범학교
- 2008-04-14 교육과학기술부 아토피·천식 예방 정책연구학교 지정
- 2008-10-27 꿈과 지혜의 이르뫼도서관 개관
- 2009-02-09 보건실 현대화, 교문 확장 및 통학로 완비
- 2009-12-01 학교 푸른 숲 조성
- 2011-03-01 학부모인성교육선도학교 지정
- 2011-04-06 영재교육 거점학교 지정
- 2011-10-31 다목적 체육관 달산관 개관
- 2012-02-10 제93회 전국동계체육대회 금메달, 은메달 획득
- 2012-03-01 대용부설 연구학교 지정
- 2012-11-17 전국학교스포츠클럽 프리테니스대회 여초부 우승
- 2013-02-04 학교 급식실 완공
- 2013-02-14 제28회 졸업식(263명)
- 2013-02-15 제94회 전국동계체육대회 남초부 금메달, 여초부 금메달 획득
- 2013-03-01 49학급(특수학급 1학급 포함) 편성
- 2013-05-07 본관 6개 교실 리모델링, 영어체험실 구축
- 2013-11-24 전국학교스포츠클럽 프리테니스대회 남,여부 우승
- 2014-02-14 제29회 졸업(졸업생 수 총6,557명)
- 2014-03-02 돌봄교실 1 이전 설치(2층에서 1층으로)
- 2014-03-02 돌봄교실 2 설치
- 2014-03-03 신입색 입학식(남 112명, 여 103명, 계 215명)
- 2014-03-03 2014학년도 7560+운동 선도학교 운영
- 2014-05-29 돌봄교실 3 설치
- 2014-06-16 본관, 신관, 벽면 내부 하단 도색
- 2014-09-04 운동장 놀이시설 설치
- 2014-09-15 본관 방수공사
- 2014-10-13 교문 설치
- 2014-10-22 교육과정 운영 발표회
- 2015-02-17 제30회 졸업식(졸업생 남 92명, 여 90명 / 계 182명)
- 2015-03-02 신입생 입학식(191명) / 49학급 편성(특수학급 1학급 포함)